# Nik Halik
Nik Halik (Melbourne, 1971. május 14.–) kiképzett ausztrál űrturista. Teljes neve Nikos Halikopoulos (Nikos Nik Halikopoulos Halik

## Életpálya
Ausztrál kereskedő, pénzügyi vállalkozó és ingatlanbefektetései révén multi-milliomos. Több vállalat alapító tulajdonosa. Korának és anyagi függetlenségnek köszönhetően búvárkodik, hegymászást végez, repülőgépeket vezet (MiG–25).
2007. novembertől részesült űrhajóskiképzésben a Jurij Gagarin Űrhajós Kiképző Központban, majd a sikeres vizsgák után megkezdhette szolgálatait. 2008. október 24-én köszönt el az űrhajósoktól.

## Tartalék személyzet
Szojuz TMA–13 kiképzett speciális, polgári űrturista